# NGC 1456
NGC 1456 est une paire d'étoiles située dans la constellation du Taureau. L'astronome germano-britannique J. Gerhard Lohse a enregistré la position de cette paire d'étoiles en 1886.